# Rising (musikalbum)
Rising är den brittiska hårdrocksgruppen Rainbows andra studioalbum, utgivet i mars 1976. Det anses ofta vara gruppens bästa. Endast grundaren Ritchie Blackmore och Ronnie James Dio var kvar i bandet från debutalbumet, därtill hade keyboardisten Tony Carey, basisten Jimmy Bain och trummisen Cozy Powell tillkommit.
Albumet nådde som bäst 6:e plats på albumlistan i Storbritannien och 48:e plats i USA.

## Låtförteckning
Samtliga låtar är komponerade av Ronnie James Dio och Ritchie Blackmore.
Sida 1
1. "Tarot Woman" – 5:58
2. "Run with the Wolf" – 3:48
3. "Starstruck" – 4:06
4. "Do You Close Your Eyes" – 2:58

Sida 2
1. "Stargazer" – 8:26
2. "A Light in the Black" – 8:12

## Musiker
- Ronnie James Dio – sång
- Ritchie Blackmore – gitarr
- Tony Carey – keyboard
- Jimmy Bain – elbas
- Cozy Powell – trummor